# ساشا موکن هاوپت
ساشا موکن هاوپت (انگلیسی: Sascha Mockenhaupt؛ زادهٔ ۱۰ سپتامبر ۱۹۹۱) بازیکن فوتبال اهل آلمان است.
از باشگاه‌هایی که در آن بازی کرده‌است می‌توان به باشگاه فوتبال کایزرسلاوترن و باشگاه فوتبال وی‌اف‌آر آلن اشاره کرد.